# Bedale
Bedale är en ort och civil parish i grevskapet North Yorkshire i England. Orten ligger i kommunen North Yorkshire, 55 kilometer norr om Leeds och 42 kilometer sydväst om Middlesbrough. Tätorten (built-up area) hade 4 601 invånare vid folkräkningen år 2011.